# Аркадий
 Тази статия е за римския император.  За кипърския светец вижте Аркадий (светец).  За името вижте Аркадий (име).
Флавий Аркадий (на латински: Flavius Arcadius; * 377/378; † 1 май 408 г.) е император на източната половина на Римската империя от 395 до 408 година. В някои исторически изследвания Аркадий е приеман за първия византийски император.
Аркадий е по-големият син на Теодосий I и Елия Флацила. Роден в Испания, малко преди възкачването на Теодосий на трона, Аркадий получава титлата август от баща си през януари 383 г. и става негов съимператор и наследник. По-малкият му брат Хонорий също е обявен за август през 393 г. След като Теодосий I Велики умира през януари 395 г., Римската империя е разделена окончателно и за последен път – Аркадий получава източната част на империята, а Хонорий западната.

## Управление
Малолетният Хонорий е манипулиран от римския magister militum с вандалски произход – Флавий Стилихон, докато Аркадий попада под влиянието на един от своите министри – гало-римския благородник Руфин. Безволев и слаботелесен, Аркадий почти не напускал императорския дворец и прекарвал повечето време в удоволствия и развлечения.

### Въстание на готите
Притискани от хуните на североизток, готските федерати в Мизия и Панония подновяват агресията си срещу Римската империя. През 395 – 400 г. един от вестготските предводители, Аларих I, вдига въстание на федератите срещу империята и няколко години плячкосва Тракия, Илирик и Гърция, след което се насочва на запад към Италия. Изправен пред тази заплаха, Руфин отказва военно съдействие със западния регент Стилихон, опасявайки се от неговите амбиции да контролира и двамата императори. Въпреки това, Стилихон отбранява успешно империята и през 397 г. постига временно надмощие над Аларих, след няколко години на военни действия в Илирия.
По нареждане на Руфин войските на Източната империя са отзовани в Константинопол, вместо да се бият с врага, но това ги настройва зле и води до свалянето и убийството на сановника от готските наемници на Гаинас през ноември 395 година. Във всеки случай новият съветник на Аркадий – дворцовия евнух Евтропий, просто заема мястото на Руфин като скритата зад източния трон сила. Той дори става командващ армията (magister militum) и получава длъжността консул – нещо недопустимо дотогава за един евнух, но опитите му да усмири вилнеещите готи са напразни и те няколко пъти обсаждат столицата.
Същевременно, Гаинас успява да осигури подкрепата на повечето готски войски и застава начело на нов бунт срещу императора (396 г.). Обединените сили на няколко остготски и вестготски главатари опустошават Тракия и околностите на Константинопол и дори за известно време преминават в Мала Азия. Оттогава датират първите документирани набези на хуните в римска територия – ок. 397 – 398 г. в Тракия и Мизия.
В крайна сметка, император Аркадий е принуден да приеме готите в Константинопол и да обяви Гаинас за новия magister militum през 399 г., след като отстранява станалия непопулярен евнух Евтропий. Присъствието на варварите-ариани в столицата обаче скоро предизвиква масов народен бунт, в който са убити около 7 хиляди готски наемници по заповед на Аркадий. В размириците е подпален императорският дворец. Тогава, с помощта на друг готски военачалник – Фравита, Гаинас и неговите войници са изгонени от града в началото на 400 година. На следващата година останките от готската бунтовническа армия са унищожени в Мизия от хуните, които сключват съюз с източната империя.
След избавлението от готската заплаха, в Константинопол е започнат строежа на нов форум (Форум на Аркадий) с триумфална колона в чест на императора, въпреки че те не са завършени до края на управлението му.

### По-късно управление
Аркадий след това е повлиян от своята съпруга Елия Евдоксия, която през 399 г. убеждава мъжа си да уволни Евтропий. Евдоксия среща силна съпротива в лицето на Йоан Златоуст, патриарх на Константинопол, който усеща, че тя използва богатството на семейството си, за да упражни контрол върху императора. Евдоксия използва своето влияние, за да свали Йоан Златоуст от патриаршеския престол през 404 г., но самата тя умира по-късно същата година.
През останалата част от своето управление Аркадий е под влиянието на Антемий, преториански префект, който сключва примирие със Стилихон на запад. Самият Аркадий не се проявявал почти с нищо и бил по-ангажиран с това да изглежда набожен християнин, отколкото с политическите и военни въпроси. Когато умира през 408 г., той само номинално е начело на империята.

## Памет
- Днешният град Люлебургаз в европейска Турция е носел името Аркадиополис в чест на император Аркадий.